# Lilliput minutus
Lilliput minutus är en spindelart som beskrevs av Wesolowska, Russel-Smith 2000. Lilliput minutus ingår i släktet Lilliput och familjen hoppspindlar. Inga underarter finns listade i Catalogue of Life.